# John Procter
John Michael Procter (ur. 7 listopada 1966 w Leeds) – brytyjski polityk, menedżer i samorządowiec, poseł do Parlamentu Europejskiego VIII kadencji.

## Życiorys
Z zawodu menedżer, m.in. zarządzał prywatnym przedsiębiorstwem. Wstąpił do Partii Konserwatywnej, od 1992 jako radny związany z samorządem Wetherby i Leeds.
W wyborach europejskich w 2014 bez powodzenia kandydował z ramienia torysów do Europarlamentu. Mandat poselski objął jednak w listopadzie 2016 w miejsce Timothy'ego Kirkhope'a. W PE VIII kadencji przystąpił do frakcji konserwatywnej.